# Partido Ecológico-Democrático
El Partido Ecológico-Democrático (en alemán: Ökologisch-Demokratische Partei, ÖDP) es un partido político de Alemania de orientación ecologista que está activo sobre todo en el sur del país. Si bien no logró entrar en el Bundestag (parlamento federal) ni en alguno de los Landtag (parlamento estatal), en los estados de Baviera y Baden-Wuerttemberg el partido tiene presencia en varios consejos deliberantes de ciudades grandes, por ejemplo en el de Múnich. En sus orígenes formó parte de lo que hoy es Alianza 90/Los Verdes, pero se separó de aquel partido por diferencias ideológicas, a principios de los años 1980.

## Perfil
El ÖDP no es fácilmente encajable en el esquema político tradicional de izquierda-derecha. Se autodefine como centrista, a diferencia de Alianza 90/Los Verdes cuya línea es de centroizquierda o izquierda, y muchas de sus posiciones son más moderadas que las del partido hermano. Su programa se centra en valores éticos muy pronunciados, como el respeto a la vida, a la familia, la diversidad cultural y al medio ambiente, y la transparencia política.
El pilar central del programa es el ecologismo, y en las cuestiones relacionadas el partido sostiene posiciones más radicales que Los Verdes. Así, por ejemplo, criticaron duramente algunos compromisos de este partido en el gobierno federal "rojiverde" entre 1998 y 2005 junto con el Partido Socialdemócrata de Alemania (SPD). Es un férreo opositor al uso de la energía nuclear (sostiene que Alemania debe salir de esta forma de producción en un plazo no mayor a 4 años), de la clonación humana y de la explotación de animales.
Otro rasgo que lo diferencia de otros partidos es la idea de que la economía y la política deben ser separados para evitar corrupción política y limitar la influencia de grupos de interés en los partidos. Por eso, el ÖDP se niega a aceptar donaciones de empresas y sostiene que éstas deben ser prohibidas para todos los partidos. Los castigos para corrupción según el partido deben ser aumentados de manera considerable. Además deben existir mecanismos de democracia directa como en Suiza para asegurar la influencia del pueblo en la toma de decisiones.
En cuánto a la política social, el ÖDP busca proteger sobre todo a las familias. Se pronuncia en contra del aborto, pero en vez de prohibirlo quiere evitarlo a través de una mejor recompensa para personas con hijos a través de subvenciones estatales y modelos de trabajo compatibles con la educación de los niños (por ejemplo, años sabáticos). En cuanto a la política inmigratoria, son férreos defensores del derecho a asilo político y favorecen un modelo de inmigración más abierto que se adapte a las necesidades del Estado alemán, tomando como ejemplo a los sistemas de países como Australia.
La política exterior que propone el ÖDP se centra en un fortalecimiento de instituciones como la ONU y la ampliación de la ayuda al desarrollo de países subdesarrollados. Se debe evitar que esta ayuda sea aprovechada por corporaciones multinacionales para generar dependencias en estos países. Están a favor de la llamada Tasa Tobin, un impuesto internacional a la especulación financiera.

## Historia

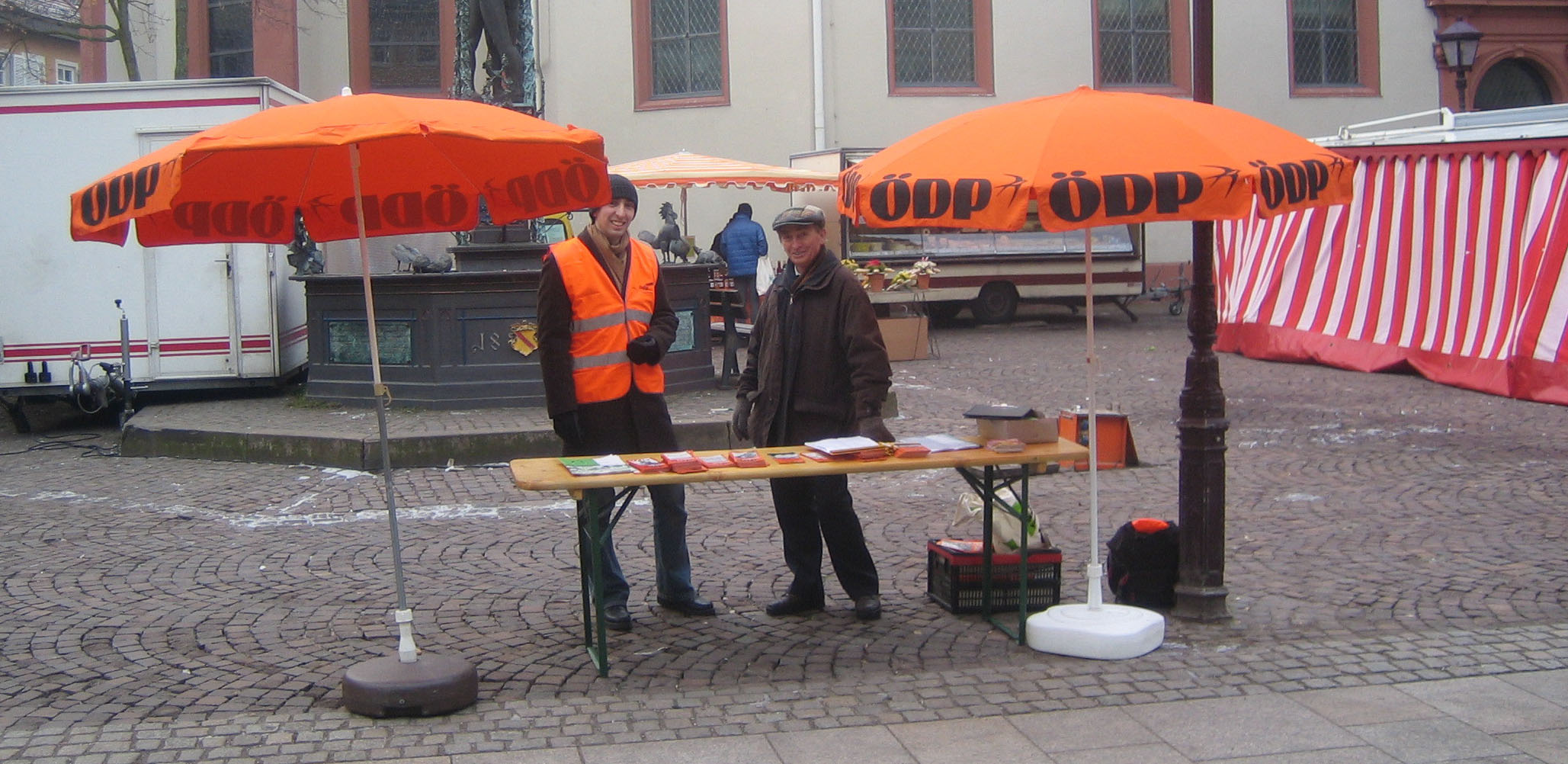
Puesto de información del ödp, las sombrillas muestran el logo entre 1982 y 1997.

El partido fue fundado en el año 1978 bajo el nombre Grüne Aktion Zukunft (GAZ) por el político Herbert Gruhl (del partido Unión Demócrata Cristiana / CDU) por insatisfacción con las posiciones de su propio partido en materia de ecología. Este grupo, aunque formalmente independiente, formó parte de la alianza electoral Los Verdes en 1980, el que más tarde se convertiría en el partido Alianza 90/Los Verdes. Pero ya dos años después los dos movimientos se separaron, principalmente porque este partido en esta época estaba dominado por fuerzas de izquierda relativamente radicales, que cuestionaban el estado y la democracia como tal, lo que produjo la disconformidad de Gruhl y otros miembros del GAZ que sostenían posturas más moderadas. Esto llevó a que en enero de 1982 se fundó oficialmente el partido ÖDP.
En los años 1980 la agrupación fue atacada por el Partido Verde por su aparente coqueteo con posiciones nacionalistas. Esto llevó a que dentro del partido se decidió distanciarse claramente de estas tendencias. Así, el programa de hoy mantiene una postura claramente antifascista y antidiscriminatoria, por ejemplo sostiene que los partidos de extrema derecha, como el partido La Patria, deben ser prohibidos.
Como consecuencia de esta decisión algunos miembros fundadores más conservadores, incluso el propio Gruhl, dejaron el partido. Sin embargo, la decisión fue exitosa ya que después de 1990 el partido tuvo un considerable aumento en la cantidad de miembros y una serie de éxitos electorales, incluyendo el mejor resultado en un parlamento de una de los estados alemanas, el de 1994 en Baviera donde alcanzó 2,1 %. En los años 90 inició además una consulta popular por la abolición del Senado en Baviera para disminuir la burocracia, la cual fue exitosa.
A partir del 1995 el partido entró en un período de estancamiento y en todos los estados menos en Baviera perdió importancia. En el 1997 adoptó el actual programa político, pero no fue exitoso en las elecciones federales de 1998. Esto llevó a que después del 2000 se trazaron alianzas con otros partidos, entre ellos, el Partido de las Familias de Alemania (de centroderecha, centrado en el apoyo a las familias), el Partido Gris (enfocado en los derechos de los ancianos) y el Partei Mensch Umwelt Tierschutz (ecologista radical), tres partidos con programas mucho más reducidos a temáticas particulares, pero compatible con las metas del ÖDP. Si bien estos acuerdos lograron aumentar los resultados electorales en algunos casos, sigue siendo un partido insignificante fuera de Baviera, Baden-Württemberg y algunos enclaves. Sobre todo en Alemania Oriental no se ha podido establecer como fuerza política.

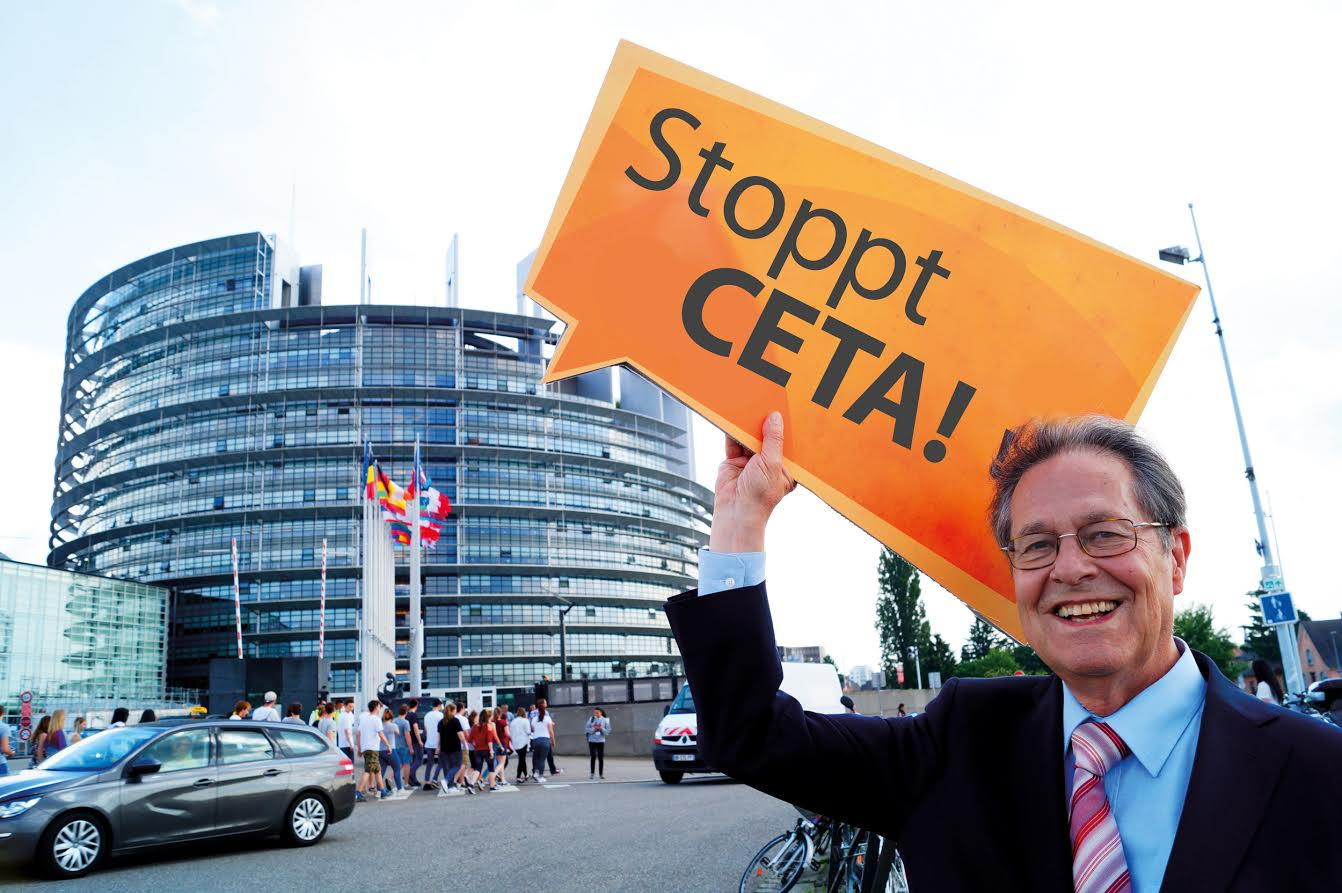
Klaus Buchner, actual eurodiputado del partido.

En las elecciones europeas de 2014 el partido obtuvo una banca en el Parlamento Europeo, siendo parte del grupo parlamentario Grupo de Los Verdes / Alianza Libre Europea. Su diputado es Klaus Buchner. Buchner renovó su escaño en las elecciones al Parlamento Europeo de 2019.

## Presencia
En total, el partido ocupa aproximadamente 400 bancas en consejos deliberantes y parlamentos regionales.
En el año 2002, el partido logró por primera vez ocupar puestos de alcalde en las comunas de Kößlarn y Niederalteich, aunque los candidatos no eran militantes (socios), sino simpatizantes apoyados por el partido. En las elecciones de marzo del 2008 ganó, además, las comunas de Burkardroth, Emskirchen, Pfreimd y la ciudad de Ansbach donde ganó una candidata de una alianza electoral conformado por el ödp y los Electores Libres (Freie Wähler, FW).
Ocupa bancas en la mayoría de los consejos deliberantes de las ciudades de Baviera, incluidas las ciudades más grandes. En Ratisbona su presencia supera a la del FDP. Además está presente en varios parlamentos regionales (Bezirkstag y Kreistag).
En Baden-Württemberg su mayor éxito fue la presencia en el Parlamento Regional de la Región Stuttgart. Fuera del sur de Alemania se ha establecido como fuerza política en la ciudad de Bottrop en la cuenca del Ruhr, superando incluso al Partido Verde.

## Estructura y organizaciones
El gremio más alto es la Convención Federal (Bundesparteitag) de la que participan los miembros de la Dirección (Bundesvorstand) y los delegados de las 16 divisiones estatales (Landesverbände) del partido, que cubren todo el país menos los estados de Bremen y Mecklemburgo-Antepomerania.
El ödp cuenta con una organización juvenil, los Jóvenes Ecólogos (Junge Ökologen) y una fundación independiente, la Fundación para la Ecología y la Democracia (Stiftung für Ökologie und Demokratie) que ha ganado varios premios a nivel nacional por su trabajo. Es además miembro de la coalición de partidos internacional World Ecological Parties.

## Resultados electorales
| Año  | # de votos distritos | % de votos distritos | # de votos lista | % de votos lista | Escaños      |
| ---- | -------------------- | -------------------- | ---------------- | ---------------- | ------------ |
| 1983 | 3.341                | 0,01 %               | 11.028           | 0,03 %           | 0/520        |
| 1987 | 40.765               | 0,11 %               | 109.152          | 0,29 %           | 0/519        |
| 1990 | 243.469              | 0,53 %               | 205.206          | 0,4 %            | 0/662        |
| 1994 | 200.138              | 0,43 %               | 183.715          | 0,39 %           | 0/672        |
| 1998 | 145.308              | 0,30 %               | 98.257           | 0,20 %           | 0/669        |
| 2002 | 56.593               | 0,12 %               | 56.898           | 0,12 %           | 0/603        |
| 2005 | No participó         | No participó         | No participó     | No participó     | No participó |
| 2009 | 105.653              | 0,2 %                | 132.249          | 0,3 %            | 0/622        |
| 2013 | 128.209              | 0,3 %                | 127.088          | 0,3 %            | 0/631        |
| 2017 | 166.228              | 0,4 %                | 144.809          | 0,3 %            | 0/709        |
| 2021 | 152.792              | 0,3 %                | 112.314          | 0,2 %            | 0/736        |